# Haarajärvi (sjö i Keuru, Mellersta Finland)
Haarajärvi är en sjö i kommunen Keuru i landskapet Mellersta Finland i Finland. Den är 11,8 meter djup. Arean är 45 hektar och strandlinjen är 5,98 kilometer lång. Sjön  ingår i Kumo älvs huvudavrinningsområde.   Den ligger omkring 50 kilometer väster om Jyväskylä och omkring 220 kilometer norr om Helsingfors. 